# آنا روسوماندو
آنا روسوماندو (من مواليد 30 يونيو 1963) سياسية إيطالية من الحزب الديمقراطي، ونائب رئيس مجلس الشيوخ منذ عام 2018.

## السيرة الشخصية
ولدت روسوماندو في تورين المدينة التي تعيش فيها حاليًا، وتخرجت بدرجة البكالوريوس في القانون من جامعة تورين عام 1989. عملت كمحامية جنائية ولديها مكتب محاماة في تورينو.
في عام 1977 في سن الرابعة عشرة انضمت روسوماندو إلى اتحاد الشباب الشيوعي الإيطالي جناح الشباب في الحزب الشيوعي الإيطالي الذي أصبحت فيما بعد عضوًا فيه. بقيت في الحزب حتى خلال تحولاته إلى الحزب الديمقراطي لليسار وديمقراطيي اليسار وأخيراً الحزب الديمقراطي.
من عام 1997 إلى عام 2006 كانت روسوماندو مستشارًا لمدينة تورين خلال الولاية الثانية لرئاسة بلدية فالنتينو كاستيلاني وأول فترة رئاسة بلدية لسيرجيو تشيامبارينو.
في الانتخابات العامة لعام 2008 تم انتخاب روسوماندو لمجلس النواب، أعيد انتخابها في الانتخابات التالية. في انتخابات 2018 تم انتخاب روسوماندو لمجلس الشيوخ وأصبح نائبًا لرئيس مجلس الشيوخ.
قدمت روسوماندو وهي عضو في الجناح اليساري للحزب الديمقراطي دعمها لأندريا أورلاندو خلال الانتخابات الأولية لعام 2017 ونيكولا زينغاريتي في الانتخابات التمهيدية لعام 2019.